# Anne-Sophie Franck
 (mai 2017).
Pour les personnes ayant le même patronyme, voir Franck.
Anne-Sophie Franck est une actrice française.

## Biographie
- De 1994 à 1996, elle est élève au conservatoire à rayonnement régional de Boulogne-Billancourt [1].
- Elle s'inscrit entre 2001 et 2003 au Cours Florent.
- En 2003, elle intègre l'ESCM (École supérieure de comédie musicale de Paris), avec une formation de théâtre, de chant et de danse. En parallèle elle poursuit ses études et passe un bac L[2].Elle poursuit sa formation en anglais, langue qu'elle parle couramment[2].
- 2004 : Actors Studio, Jack Waltzer [3]
- 2005 : Acting for the caméra, Elise McLeod
- 2006 : Formation Analyse des équipements - Emilie Rouiller
- 2007 : Atelier  Artistique Damien Acoca
- 2008 : Mentorat avec Nicolas Bienvenu
- 2009 : Formation : Approfondissement scenario à l'institut de la Rédaction à Paris

## Filmographie

### Actrice

#### Cinéma

##### Longs métrages
- 2005 : La Vénus mutilée de Joël Daguerre
- 2005 : La Jungle de Matthieu Delaporte : Irina
- 2009 : Inglourious Basterds de Quentin Tarantino : Mathilda

##### Courts métrages
- 2003 : Le Parcours du combattant de Jean-Louis Laval
- 2003 : I'm an actrice de Maïwenn
- 2004 : Seule de Antoine Villiers
- 2004 : Prima Donna de Hélène Sevaux
- 2005 : Les Deux Vies du serpent de Hélier Cisterne (festival de Cannes, festival de Vila do Conde)
- 2006 : Une petite histoire de génétique de Antoine Villiers
- 2006 : Des mots silencieux de Ruben Amar (Grand prix du festival du court-métrage francophone de fiction 2007)
- 2012 : Emprise de Vincent Arnaud

#### Télévision
- 2005 : PJ (1 épisode)
- 2005 : T'as vu quoi ? de Samuel Tasinaje
- 2006 : Commissaire Cordier/Attaque aux fers de Henri Helman
- 2006 : SOS 18/Le bébé volé de Patrick Jamain
- 2007 : Heidi de Pierre-Antoine Hiroz et Anne Deluz
- 2008 : Pas de secrets entre nous
- 2009 : Folie douce de Josée Dayan
- 2010 : Victoire Bonnot : Anais Wolf (1 episode)
- 2012 : L'Été des Lip de Dominique Ladoge : Tulipe

#### Publicité
- 2004 : Shimamura
- 2005 : Beautés en tête de Raynal Pellicier
- 2006 : Per Plus de Marieli Fröhlich

### Réalisation
- 2010 : Métaphysique transcendantale des théories universelles